# Horní Police
Horní Police település Csehországban, Česká Lípa-i járásban. Horní Police Žandov és Stružnice településekkel határos. Lakosainak száma 726 fő (2024. január 1.).

## Népesség
A település lakosságának változását az alábbi diagram mutatja:
| Lakosok száma | 1232 | 1147 | 1117 | 893  | 692  | 645  | 680  | 678  | 707  | 726  |
|               | 1869 | 1890 | 1921 | 1950 | 1980 | 2001 | 2017 | 2019 | 2022 | 2024 |